# Annie Borckinková
Anna Johanna Geertruida Maria „Annie“ Borckinková (* 17. října 1951 Hupsel, Gelderland) je bývalá nizozemská rychlobruslařka.

## Sportovní kariéra
Na mezinárodních závodech debutovala v roce 1972, v následujících sezónách startovala na nizozemských šampionátech. V roce 1975 se poprvé zúčastnila Mistrovství světa ve víceboji (10. místo) a Mistrovství světa ve sprintu (13. místo). V letech 1976 a 1977 dosahovala na těchto velkých závodech podobných výsledků, na Zimních olympijských hrách 1976 skončila nejlépe dvanáctá v závodě na 1500 m. Během let 1978 a 1979 se účastnila pouze národních šampionátů, na zimní olympiádě 1980 zvítězila v závodě na 1500 m, přičemž v dalších olympijských startech byla šestá (1000 m), 13. (3000 m) a 22. (500 m). Po sezóně 1980/1981, v níž získala bronz na nizozemském šampionátu, na Mistrovství Evropy byla třináctá a na Mistrovství světa ve víceboji čtrnáctá, ukončila sportovní kariéru.